# FUNLIFE豐生活購物中心
FUNLIFE豐生活購物中心是位於新竹縣竹北市豐邑機構大型住、辦、商混合開發案豐采520中的商場，商場位在開發案的地下1樓至5樓，樓層樓板面積共1萬5821坪，商場上32層高雙塔樓一棟為422戶住宅、一棟為465戶商辦。購物中心將引進180品牌與影城進駐，預計於2023年第四季開幕營運，但因天坑事件豐采520遭新竹縣政府勒令停工，開幕時程將延後。年度營業額目標為40億元。
第二店則計劃位於台中市西屯區七期重劃區豐邑機構商辦豐邑塔中的商場，商場位在開發案中地下1樓至6樓，樓地板面積約1.2萬坪。

## 樓層簡介
| 樓層    | 定位       | 風格     | 用途                                           |
| ------- | ---------- | -------- | ---------------------------------------------- |
| 8F～32F | 住宅       | 不適用   | 422戶住宅（A棟）                               |
| 8F～25F | 辦公室     | 不適用   | 465戶辦公室（B棟）                             |
| 7F      | 社區大廳   | 不適用   | 公共設施、迎賓大廳                             |
| 6F      | 光影全開   |          | 主題影城                                       |
| 5F      | 光影全開   |          | 13個廳的特色主題影城、人氣主題餐廳             |
| 4F      | 共饗食光   | 巴塞隆納 | 美食廣場、主題餐廳、親子娛樂                   |
| 3F      | 健康樂活   | 聖地牙哥 | 生活概念店、電器3C、創意書房、輕食餐廳         |
| 2F      | 親子家庭   | 洛杉磯   | 親子概念店、科普教育DIY、益智探索、親子餐廳    |
| 1F      | 創新時尚   | 舊金山   | 時尚概念店、科技3C、咖啡烘焙                   |
| B1      | 美味市集   | 馬德里   | 市集、超市、生活機能、主題餐廳、商場機車停車場 |
| B2～B3  | 商場停車場 | 不適用   | 商場汽車停車場                                 |
| B4～B6  | 住戶停車場 | 不適用   | 住戶停車場                                     |

## 周邊
- 遠東百貨竹北店
- 新竹縣立體育館
- 新竹豐邑喜來登大飯店